# 마리아 레온
마리아 레온(María León, 1984년 7월 30일 ~ )은 스페인의 배우이다.

## 작품 목록
- 더 슬리핑 보이스 (La voz dormida, 2011)